# Protaetia oblonga
Protaetia oblonga es una especie de coleóptero de la familia Scarabaeidae.

## Distribución geográfica
Habita en la Europa mediterránea occidental.